# Jeff Waters

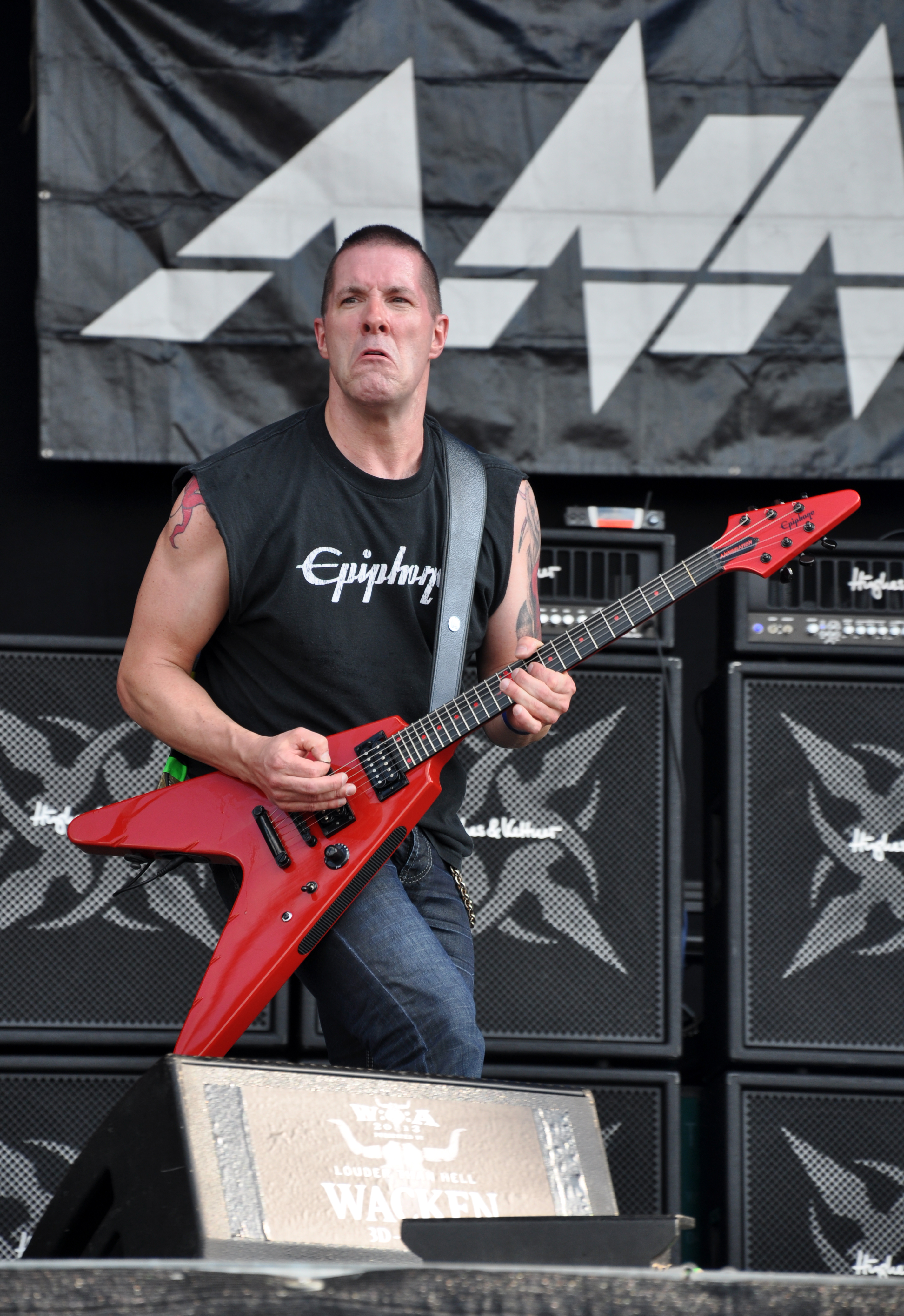
Jeff Waters beim Wacken Open Air 2013

Jeff Waters (* 13. Februar 1966 in Ottawa, Kanada) ist ein kanadischer Gitarrist, Chef und Produzent der Thrash-Metal-Band Annihilator.

## Biografie
Im Alter von acht Jahren begann er Gitarre spielen zu lernen. 1984 gründete er zusammen mit Sänger John Bates die Band Annihilator. Besonders seit 1989 feiert er mit dieser Band größere Erfolge. Alice in Hell, so der Titel des ersten Albums, erschien im September 1989 und sorgte nicht zuletzt wegen des Songs Alison Hell für ein großes Aufhorchen in der Szene. 1990 wurde ihm angeboten, für den freigewordenen Gitarrenposten bei Megadeth vorzuspielen. Waters lehnte das allerdings ab, weil er sich weiter auf seine eigene Band konzentrieren wolle. Seit Mitte der 1990er hat Waters sein eigenes Studio, in dem er nicht nur Annihilator, sondern auch andere Bands produziert. 1997 hat Waters das Album Remains völlig selbständig gefertigt. Er spielte alle Instrumente (bis auf das Schlagzeug) selber, sang selbst und verwendete einen Drumcomputer um die CD zu verbessern. Im August 2005 versuchte Dave Mustaine von Megadeth wieder, Jeff Waters als Gitarristen in seine Band zu holen. Waters lehnte zu Gunsten seiner eigenen Band erneut ab. Bis 2022 hat er mit seiner Band Annihilator 19 Studioalben aufgenommen und lebt mit seiner heutigen Frau in England.
Während der Corona-Pandemie erkrankte Jeff Waters früh und schwer an COVID-19. Im Rahmen der Behandlung wurde noch ein gutartiger Tumor im Hals diagnostiziert, der entfernt werden konnte.
Jeff Water wirkte beim Spiel Rock Kommander mit und verkörpert in dieser Business-Simulation einen Moderator.

## Gastauftritte
| Jahr | Künstler           | Album                 | Lied/er                                             |
| ---- | ------------------ | --------------------- | --------------------------------------------------- |
| 2003 | Merendine Atomiche | Walk Across Fire      | Game Over                                           |
| 2003 | Soulscar           | Python                | Anti-Faith                                          |
| 2005 | Roadrunner United  | The All-Star Sessions | The Dagger and Independent (Voice of the Voiceless) |
| 2006 | Legen Beltza       | Dimension of Pain     | War of Wars                                         |
| 2006 | Memorain           | Reduced to Ashes      | TV War                                              |
| 2007 | After Forever      | After Forever         | De-Energized                                        |
| 2007 | Dew-Scented        | Incinerate            | Perdition for All                                   |
| 2008 | Destruction        | D.E.V.O.L.U.T.I.O.N.  | Urge (The Greed of Gain)                            |
| 2008 | Heavenwood         | Redemption            | Bridge to Neverland                                 |